# Chōhen kaijū eiga Ultraman
Chōhen kaijū eiga Ultraman (長篇怪獣映画ウルトラマン?, Chōhen kaijū eiga Urutoraman) è un film del 1967 diretto da Hajime Tsuburaya e Eiji Tsuburaya.
Si tratta di una pellicola giapponese di genere tokusatsu kaijū.

## Trama
Chōhen kaijū eiga Ultraman è un film di montaggio degli episodi 1, 8, 26 e 27; sebbene la trama rimanga invariata dalle puntate originali, gli eventi vengono narrati dal doppiatore Hikaru Urano come se fosse un documentario su Ultraman.

## Personaggi
Nel film appaiono i mostri:
- Bemular
- Suflan
- Magular
- Pigmon
- Chandrah
- Red King
- Gomora
- Peguila (appare solo nel manifesto)

## Produzione
Il film venne realizzato unendo gli episodi 1, 8, 26 e 27 della serie televisiva Ultraman trasmessa sulla rete giapponese TBS dal 1966 al 1967. Le immagini sono state rese in 35 millimetri mentre nelle versioni televisive originali erano in 16 millimetri. L'unica novità rispetto agli episodi utilizzati è l'aggiunta di una nuova scena all'interno del montaggio. Inoltre, alcune parti sono state girate in bianco e nero.

## Distribuzione
Chōhen kaijū eiga Ultraman è uscito nelle sale giapponesi il 22 luglio 1967, dove è stato distribuito da Toho in una doppia programmazione assieme al lungometraggio King Kong - Il gigante della foresta. Il film non è mai uscito nelle sale negli Stati Uniti mentre è inedito in Italia.

## Incassi
Il film ha incassato 200 milioni di yen.